# Céline Clanet
Céline Clanet est une photographe indépendante française née en 1977 à Chambéry en Savoie.

## Biographie

### Jeunesse et études
Céline Clanet naît en 1977 à Chambéry en Savoie. Elle est diplômée de l’École nationale supérieure de la photographie d'Arles en 1999.
Elle se passionne très jeune pour les régions arctiques et les espaces naturels. 

### Carrière professionnelle
À partir de 2005, elle se rend chaque année pendant plusieurs mois dans le village de Máze en Laponie norvégienne, au-delà du Cercle Arctique. Faisant la route en voiture depuis Paris où elle vit, elle documente le quotidien des éleveurs Samis, leur habitat, et les rennes qui occupent une place centrale dans la culture,. Le village et les alentours auraient dû être détruits dans les années 1970 pour construire un barrage hydraulique mais a été sauvé grâce à l'engagement de ses habitants. Pour elle, « Máze est le symbole ambivalent de la résistance et de l'impuissance ». Elle reçoit plusieurs prix pour cette série, dont le Critical Mass Book Award aux États-Unis pour son livre Máze publié en 2009 chez Photolucida,.
En 2013, à l'initiative de la Fondation Facim, elle se rend dans la vallée reculée des Chapieux en Savoie, dans le massif du Beaufortain. Ses photographies sont publiées en avril 2014 dans Les Chapieux, géographie d’un secret, chez Actes Sud, accompagnés des textes de l'historien Bruno Berthier.
Entre 2011 et 2016, Céline Clanet poursuit son travail sur la Laponie en se rendant dans la Péninsule de Kola, aussi appelée Oblast de Mourmansk ou Laponie Russe,. Ses photos sont notamment présentées en 2016 au festival Itinéraires des photographes voyageurs à Bordeaux et publiées en 2019 dans Libération. Elle publie Kola en 2019 chez Loco.
En 2019, elle remporte la Bourse Reporters in the Fields de la Robert Bosch Foundation pour Pasvik, the river that tells the High North, un reportage sur la frontière finno-russo-norvégienne, en collaboration avec l'écrivain Olivier Truc, qui sera notamment publié dans The Barents Observer et le Frankfurter Allgemeine Zeitung.
Pour son projet Ground Noise, elle se rend dans des forêts en France pour photographier en noir et blanc et recueillir les insectes et arthropodes qui composent le monde foisonnant de la faune forestière. Les éléments collectés sont micrographiés au microscope électronique à balayage à l’Institut national de la recherche agronomique (INRAE). Elle publie en 2023 Ground Noise chez Actes Sud et ses photographiess sont exposées aux Rencontres de la Photographie d’Arles,.
En 2022, elle participe à Radioscopie de la France, la Grande commande photographique de la Bibliothèque Nationale de France et du Ministère de la culture. Elle réalise Les îlots farouches, un projet sur les espaces naturels les plus protégés de France métropolitaine.
Ses photographies sont publiées dans de nombreux journaux et magazines français et internationaux tels que The New York Times,, The Independent, Il Post, Le Monde, Libération,, Slate, Revue XXI, Mare, Corriere della Sera, National Geographic Traveler.
Elle vit et travaille à Paris.

## Publications
- Céline Clanet et Jérôme Sueur, Ground noise, Actes sud, 2023 (ISBN 978-2-330-17890-1)
- Céline Clanet et Christian Garcin, Kola, Loco, 2018 (ISBN 978-2-919507-95-5)
- Céline Clanet, Bruno Berthier et Hervé Gaymard, Les Chapieux, géographie d'un secret, Fondation FACIM Actes Sud, 2014 (ISBN 978-2-330-03073-5)
- Céline Clanet, Du torrent au courant, Actes Sud ; Fondation FACIM, 2011 (ISBN 978-2-7427-9649-6)
- Céline Clanet, Máze, Portland, USA, Photolucida, 2010, 80 p. (ISBN 978-1-934334-09-6)
- Un mince vernis de réalité: Céline Clanet, François Deladerrière, Géraldine Lay, Geoffroy Mathieu, Filigranes Ed. [u.a.], 2005 (ISBN 978-2-914381-99-4)

## Expositions majeures
- 2024 - Bibliothèque Nationale de France (France)
- 2023 - Rencontres de la Photographie d’Arles (France)[17]
- 2023 - La Terrasse, Espace d’art contemporain, Nanterre (France)
- 2020 - Galerie Madé, Paris (France)
- 2021 - Citadelle d'Ajaccio (France)
- 2019 - Photo Phnom Penh (Cambodge)
- 2015 - Portland Art Museum, Portland (USA)
- 2014 - Institut Suédois, Paris (France)
- 2012 - BOZAR - Brussels Center for Fine Arts, (Belgique)
- 2011 - Fondation EDF, Paris (France)
- 2011 - BoldHype Gallery, New York (USA)
- 2010 - Northern Photographic Center, Oulu (Finland)
- 2010 - Blue Sky Gallery, Portland, Oregon (USA)

## Distinctions reçues
- 2022 - Bourse Radioscopie de la France, Grande commande photographique, Bibliothèque Nationale de France
- 2019 - Bourse Reporters in the Fields de la Robert Bosch Foundation pour Pasvik, the river that tells the High North
- 2018 - 9PH, Prix photographie et image contemporaine, Ecole Urbaine de Lyon, Lyon (France)
- 2012 - Bourse pour la Photographie documentaire du CNAP, Centre National des Arts Plastiques (France)[26]
- 2009 - Premier prix People-Culture, International Photography Awards (USA) pour Máze[27]
- 2009 - Prix Critical Mass Award pour Máze